# NGC 4213
NGC 4213 is een elliptisch sterrenstelsel in het sterrenbeeld Hoofdhaar. Het hemelobject werd op 10 april 1785 ontdekt door de Duits-Britse astronoom William Herschel.

## 7 Comae Berenices
Vanaf de Aarde gezien bevindt het stelsel NGC 4213 zich schijnbaar net ten westen van de ster 7 Comae Berenices. Deze ster is echter een voorgrondster die tot het melkwegstelsel behoort. De schijnbare afstand tot 7 Comae Berenices van het sterrenstelsel IC 3084 is echter nog korter dan van NGC 4213.

## Synoniemen
- UGC 7276
- MCG 4-29-54
- ZWG 128.65
- PGC 39223